# José Enrique Varela Iglesias
José Enrique Varela Iglesias (San Fernando (Cadis), 17 d'abril de 1891 - Tànger, Marroc, 24 de març de 1951), I marquès de Varela de San Fernando, va ser un militar espanyol, Capità General de l'Exèrcit, Alt Comissari d'Espanya al Marroc, Ministre de l'Exèrcit, dues vegades condecorat amb la Creu Llorejada de Sant Ferran.

## Biografia

### Guerra a Àfrica
José Enrique Varela Iglesias va néixer a la ciutat gaditana de San Fernando el 17 d'abril de 1891. El seu pare, Juan Varela Pérez, era sergent cap de la banda del 1r Regiment d'Infanteria de Marina.
Als 18 anys ingressa com a corneta en el mateix regiment del seu pare i en 1912, ja amb el grau de sergent, aconsegueix l'ingrés en l'Acadèmia d'Infanteria, obtenint en 1915 el despatx d'alferes de mans del rei Alfons XIII.
A la seva sortida de l'Acadèmia és destinat a les forces regulars de Melilla amb l'ocupació de tinent; allí obté per dues vegades la més alta condecoració militar espanyola, la Creu Llorejada de Sant Ferran. La primera en els combats de Muires i Ruman, el 20 de setembre de 1920. La segona en combat s Adama 12 de maig de 1921. Si la concessió de la llorejada és excepcional perquè que es reserva al valor molt distingit, la concessió de dues d'elles és una raresa fins al punt que només hi ha constància d'altres quatre militars "billorejats": Els generals Sanjurjo i Miguel Primo de Rivera y Orbaneja, el capità Miguel Rodríguez Bescansa i el capitán Pablo Arredondo Acuña. En 1922 és nomenat Gentilhome de cambra amb exercici del rei Alfons XIII. Ascendeix a capità per mèrits de guerra i participa en diverses campanyes bèl·liques, entre les quals destaca el desembarcament hispano-francès d'Alhucemas (1925), que modifica el curs de la guerra colonial i inicia el ràpid procés que portarà a la seva conclusió.
Al febrer de 1926 és ascendit a tinent coronel per mèrits de guerra, és destinat a Ceuta i rep la Medalla Militar Individual. En 1929 després del final de la guerra és ascendit a coronel.

### Segona República
L'adveniment de la II República, el 14 d'abril de 1931, el veu el coronel Varela, d'idees carlistes (Varela redactaria l'ordenança del Requeté), amb reserva, i participa en 1932 en la revolta del general José Sanjurjo, per la qual cosa serà detingut i capturat a Sevilla i Guadalajara.
En 1935, sent José María Gil-Robles ministre de defensa i el general Franco Cap d'Estat Major de Defensa, és ascendit a general. A la fi de 1935 i davant la probable dissolució de les Corts i convocatòria anticipada d'eleccions generals, participa en els plans per enderrocar la República, que no es duen a terme en aquest moment per no considerar-se la situació adequada.
També participa en els preparatius definitius del cop militar del 18 de juliol de 1936, que iniciarà la Guerra Civil Espanyola.

### Guerra Civil Espanyola
Al començament de la revolta, el 18 de juliol de 1936, Varela al costat de José López Pinto i amb l'ajuda de reforços procedents del Marroc ocupen la ciutat de Cadis, després que una vaga general semblava haver guanyat la ciutat per als obrers.
Participa en operacions militars de submissió en Sevilla, Còrdova, Antequera (Màlaga) i Màlaga. El 24 de setembre 1936, substitueix Yagüe al comandament de les tropes que, després d'haver avançat per Extremadura i la vall del Tajo, es disposen a alliberar l'Alcàsser de Toledo (en el qual resistia després de diversos mesos de setge, assetjat per milicians de la República, el tinent coronel José Moscardó). Abans d'acabar 1936 participa en les batalles que es desenvolupen a Madrid i els voltants (Ciutat Universitària). El fracàs en la presa de Madrid va significar l'allargament de la guerra, i Varela va prendre part en nombroses batalles posteriors: Jarama, Brunete), així com en les de Terol, Aragó i Llevant. Finalitza la guerra civil com a general de divisió i és nomenat ministre de l'Exèrcit al primer govern de la dictadura del general Francisco Franco.

### La dictadura franquista
En 1940 va ser nomenat Cavaller de l'Orde de Sant Llàtzer de Jerusalem en el grau de Gran Creu.
Des de 1940 va ser subornat al costat d'altres generals franquistes per Gran Bretanya per influir sobre Franco i evitar que entrés en la Segona Guerra Mundial. Churchill va autoritzar un total de 20 milions de dòlars de l'època (uns 331 milions al canvi actual) per a suborns que es van ser concedint per períodes de sis mesos fins a finals de 1942, perquè a partir de llavors el règim franquista ja havia girat cap als Aliats. D'aquest muntant el General Varela, Ministre de l'Exèrcit, va cobrar 2 milions de dòlars de l'època.
Des d'agost de 1939 fins a 1942 va ser Ministre de l'Exèrcit. Va crear l'Escola Politècnica de l'Exèrcit per a Enginyers d'Armament i Construcció, el Regiment de la Guàrdia del Cap de l'Estat, el Museu Històric Militar, la Milícia Universitària i les Juntes d'Aquarterament. Al temps, va restablir l'Acadèmia General Militar i va fundar l'Acadèmia de Transformació d'Oficials Provisionals.
El 16 d'agost de 1942, en una cerimònia religiosa organitzada pels carlistes davant de la basílica de Begoña a Bilbao i que estava presidida per Varela, un grup de falangistes va provocar un incident sagnant quan un d'ells va llançar dues bombes a la munió. La primera no va explotar, però l'altra va ferir a gairebé un centenar d'assistents. L'autoria va ser adjudicada a Juan José Domínguez Muñoz del Sindicat Espanyol Universitari (SEU).
En l'agenda de Domínguez es van trobar els noms de diplomàtics alemanys a Espanya i arran de la seva mort, Hitler li va condecorar amb la Creu de l'Àguila alemanya, la qual cosa va donar motiu a la possible implicació d'aquest país en l'assumpte. Arran d'aquest succés, Varela va escriure una carta de dimissió al general Franco en la qual es queixava del to falangista dels seus últims discursos, afegint que només continuaria en el seu càrrec si es complien una sèrie de condicions, que eren el càstig dels responsables i instigadors i la formació d'un govern "d'autoritat per rectificar els errors del passat"; això semblava significar un gabinet en el qual dominessin els monàrquics. Domínguez és afusellat i el 2 de setembre, Franco després d'intentar retenir-ho accepta la seva dimissió i cessa Galarza, Ministre de Governació. Com a mesura compensatòria també cessa el 3 de setembre al seu cunyat, Ramón Serrano Suñer, com a Ministre d'Afers exteriors.
Arran de la rendició d'Itàlia, Varela juntament amb altres generals de la guerra civil, com Kindelán, Orgaz, Solchaga i Saliquet, van signar una carta a Franco que va ser lliurada a aquest pel mateix Varela en la qual es deia que havia arribat el moment de dotar a Espanya d'un règim estatal sota la forma monàrquica.
Al març de 1945 va ser nomenat Alt Comissari d'Espanya al Marroc. A la seva mort va ser ascendit a Capità General, així com I marquès de Varela de San Fernando a títol pòstum.
Segons Paul Preston, "Varela era un reaccionari dur, relacionat amb els carlistes, però en haver rebut dues vegades la Gran Creu Llorejada de Sant Ferran, la més important condecoració militar espanyola, per mostrar valor davant l'enemic, gaudia d'enorme autoritat dins de les Forces Armades. No obstant això, tot i que Varela va ser ministre de l'Exèrcit d'Espanya, el general Franco es va assegurar que estigués vigilat, nomenant a aquest efecte per al lloc de sotssecretari del Ministeri de l'Exèrcit el seu íntim confident Camilo Alonso Vega".
El seu arxiu, digitalitzat, es conserva en l'Arxiu Històric Municipal de Cadis.

## Imputat per crims contra la humanitat i detenció il·legal
Va ser un dels trenta-cinc alts càrrecs del franquisme imputat per l'Audiència Nacional en el sumari instruït per Baltasar Garzón, pels delictes de detenció il·legal i crims contra la humanitat comesos durant la Guerra Civil Espanyola i en els primers anys del règim, i que no va ser processat en comprovar-se la seva defunció, esdevingut 57 anys abans de la imputació.